# Олив, Милтон Ли
Милтон Ли Олив-третий (англ. Milton Lee Olive III; 7 ноября 1946 — 22 октября 1965) — военнослужащий армии США, удостоился высочайшей военной награды США (медали Почёта) за свой подвиг в ходе Вьетнамской войны. 18-летний Олив пожертвовал жизнью, прикрыв товарищей от взрыва гранаты. Стал первым афроамериканцем, награждённым медалью Почёта в ходе Вьетнамской войны.

## Биография
Олив вступил в ряды армии США в 1964 году из своего родного города Чикаго, штат Иллинойс. В 1965 году он служил рядовым первого класса в роте В второго воздушно-десантного батальона 503-го пехотного 173-й воздушно-десантной бригады во Вьетнаме. 22 октября 1965 года продвигаясь через джунгли с четырьмя товарищами-солдатами близ Фу Куонга Олив пожертвовал жизнью, накрыв своим телом вражескую гранату. За свой подвиг он был посмертно награждён медалью Почёта. 
На церемонии 21 апреля 1966 года, прошедшей на ступенях Белого дома, президент Линдон Джонсон вручил медаль Почёта отцу и мачехе Олива. На церемонии присутствовали двое из четырёх солдат, жизни которых спас подвиг Олива.
Тело Олива было возвращено в США и погребено на кладбище Вест-Гроув в Лексингтоне, округ Холмс, штат Миссисипи. Хотя Олив родился в Чикаго он вырос в Лексингтоне, где окончил хай-скул.  

## Память
В честь Олива были названы:
- Парк (1966 год), установлена мемориальная доска[3].
- Парк у озера Мичиган в Чикаго (1979)[1].
- Один из городских колледжей Чикаго (колледж Олив-Харви), в честь Олива и солдата армии США Кармела Бернона Харви-младшего, также награждённого медалью Почёта.
- Средняя школа в Ваяндахе, Лонг-айленд, Нью-Йорк
- База отдыха в Форте-Кэмпбелл
- Олив-холл в Форте-Беннинг (передвижная лаборатория боевого моделирования) (2012 год).

В 2007 в честь Олива была установлена мемориальная доска в Лексингтоне, на церемонии открытия генерал-адъютант национальной гвардии штата Миссисипи выступил с речью
На поле Чести в Форте-Полк, штат Луизиана установлена мемориальная доска с описанием подвига Олива. (На данном поле проходят военные командные учения , соревнования по физической подготовке среди военных, тесты на физическую выносливость) 
Лос-анджелесский автор Шелдон Маккормик посвятил роман Downlow Saga (2017 год) памяти рядового первого класса Олива.

### Наградная запись к медали Почёта
За выдающуюся храбрость и отвагу, проявленные с риском для жизни в рамках долга службы и за его пределами. Рядовой первого класса Олив будучи бойцом третьего взвода роты В, который продвигался через джунгли в поисках вьетконговцев, действующих в районе. Хотя взвод попал под плотный вражеский огонь и оказался временно прижатым к земле, [солдатам] взвода удалось атаковать позиции Вьет Конга обратив врага в бегство. Взвод преследовал повстанцев, рядовой первого класса Олив и четверо солдат продвигались вместе через джунгли, вражеская граната приземлилась посередине их группы. Увидев гранату, рядовой Олив ценой своей жизни спасая жизни своих товарищей-солдат схватил гранату и упал на неё, чтобы поглотить взрыв своим телом. Своей храбростью, решительными действиями и полным пренебрежением к собственной безопасности он предотвратил дополнительные потери и ранения среди своего взвода. Необычайный героизм рядового первого класса Олива ценой его жизни при выполнении долга службы и за его пределами поддержали высочайшие традиции армии США и принесли ему высочайшую честь ему и вооружённым силам его страны.        
Оригинальный текст (англ.)
For conspicuous gallantry and intrepidity at the risk of his life above and beyond the call of duty. Pfc. Olive was a member of the 3d Platoon of Company B, as it moved through the jungle to find the Viet Cong operating in the area. Although the platoon was subjected to a heavy volume of enemy gunfire and pinned down temporarily, it retaliated by assaulting the Viet Cong positions, causing the enemy to flee. As the platoon pursued the insurgents, Pfc. Olive and 4 other soldiers were moving through the jungle together when a grenade was thrown into their midst. Pfc. Olive saw the grenade, and then saved the lives of his fellow soldiers at the sacrifice of his own by grabbing the grenade in his hand and falling on it to absorb the blast with his body. Through his bravery, unhesitating actions, and complete disregard for his safety, he prevented additional loss of life or injury to the members of his platoon. Pfc. Olive's extraordinary heroism, at the cost of his life above and beyond the call of duty, are in the highest traditions of the U.S. Army and reflect great credit upon himself and the Armed Forces of his country
— 